# Eriococcus rusapiensis
Eriococcus rusapiensis är en insektsart som beskrevs av Hall 1937. Eriococcus rusapiensis ingår i släktet Eriococcus och familjen filtsköldlöss.
Artens utbredningsområde är Zimbabwe. Inga underarter finns listade i Catalogue of Life.